# Nasser al-Shammari
Ne doit pas être confondu avec Nasser al-Shamrani.
 (janvier 2025).

Nasser Mohsen Al-Shammari (arabe :نصر الشمري), né le 17 mars 1970 est le secrétaire général adjoint et président du conseil exécutif de Harakat Hezbollah al-Nujaba, affilié aux Forces de mobilisation populaire puis à la résistance islamique en Irak.

## Biographie
Il est né en 1970 dans la ville de Kut, au centre de l'Irak. Il y a complété ses études pour obtenir un diplôme d'ingénieur civil . Lorsque Sayyid Mohammad Sadiq al-Sadr est apparu au séminaire de Najaf, il a rejoint les rangs des jeunes croyants. Nasser al-Shammari a été arrêté à plusieurs reprises sous l'occupation américaine, après avoir rejoint la guérilla irakienne à la suite de l'invasion américaine. Il a exercé de nombreuses responsabilités de direction au sein de l'armée du Mahdi lors de la deuxième bataille de Najaf en 2004, puis a poursuivi son travail militaire après quoi il a participé à la formation d'Asaib Ahl al-Haq, dont il est devenu porte-parole de son bureau politique, directeur de Al-Ahed Channel, directeur adjoint des médias d'Asaib Ahl al-Haq, ainsi que responsable des médias et secrétaire général.
En 2017, il répond à une question sur l'attente de l'approbation du gouvernement syrien pour former une brigade pour la « libération du Golan », mentionnant que « l'annonce de cette formation est venue aider les frères de l’armée syrienne au sein de l’axe de résistance et de résistance contre 'entité sioniste usurpant les terres et les lieux saints islamiques. Par conséquent, le travail de cette brigade se fera inévitablement avec l’approbation des frères du gouvernement syrien et de l’armée syrienne. Cette assistance, et lorsque cette demande sera satisfaite, cette brigade sera aux côtés de nos frères de l'armée syrienne, soulignant l'importance de cette approbation qui sera obtenue, si Dieu le veut. »
En avril 2023, il déclare que « Les forces d'occupation [américaines] sont une cible légitime jusqu'à ce que le dernier soldat américain quitte l'Irak ».
Nasser al-Shammari occupe actuellement le poste de président du Conseil exécutif du mouvement Al-Nujaba et de secrétaire général adjoint d'Akram al-Kaabi.